# Edward Fisher
Edward Fisher (Giamaica, 11 gennaio 1848 – Toronto, 31 maggio 1913) è stato un organista e direttore d'orchestra canadese.

## Biografia
Nacque in Giamaica, nel Vermont, studiò al Conservatorio di musica di Boston nel 1867. Tra i suoi insegnanti c'erano Julius Eichberg, Joseph Bennett Sharland e Whitney Eugene Thayer. In seguito studiò a Berlino, in Germania, con Carl August Haupt e Carl Albert Loeschhorn. Nel 1875, si trasferì a Ottawa, nell'Ontario, in Canada, diventando direttore musicale del Ottawa Ladies' College e diresse la Ottawa Choral Society. Fisher si trasferì a Toronto, in Ontario, dove era un organista alla St Andrew's Presbyterian Church dal 1879 al 1899. Fu anche direttore musicale dell'Ontario Ladies 'College di Whitby, in Ontario. Nel 1886, iniziò il Conservatorio di Musica di Toronto e fu nominato direttore musicale.
Morì nel 1913 e gli succedette Augustus Stephen Vogt.